# Gwint drobnozwojny
Gwint drobnozwojny  - gwint, którego skok jest mniejszy niż skok gwintu zwykłego. Zapewnia on zwiększenie siły docisku (z uwagi na zmniejszenie skoku), ale jest mniej wytrzymały na zerwanie. Ze względu na mniejszą głębokość gwintu stosowany w celu zwiększenia średnicy rdzenia śruby.